# Ismaíl I
Ismaíl I (Ardebil, 17 de julio de 1487-Tabriz, 23 de mayo de 1524), conocido en Irán como Shāh Ismāʿil, (en azerí: Şah Ismayıl Səfəvi, en persa: شاه اسماعیل‎; de nombre completo: Abū l-Muzaffar Isma'il bin Haydar as-Safavī) fue Sah de Persia (1501) y el fundador de la dinastía safávida, así como de la Persia safávida que sobrevivirá hasta 1736. Ismaíl comenzó su campaña en el Azerbaiyán iraní en 1500 como jeque de la tariqa Safaviyya, una orden religiosa militante imamí, y reunificó Persia en 1509. Fue el primer sah de la dinastía safávida y reinó desde 1501 hasta 1524. Es venerado como un guía espiritual entre los alevíes, y tuvo un papel clave en el desarrollo de los Imamíes, una rama del chiismo.
Ismaíl I fue un prolífico poeta con el seudónimo Khatā'ī, que contribuyó en gran medida al desarrollo literario de las lenguas persa y azerí.

## Origen
Ismaíl nació el 17 de julio de 1487 en Ardabil, entonces parte del Azerbaiyán meridional dominado por Turán, en el periodo de la Persia islámica. Su padre fue el kurdo Haydar Soltan Mirza, jeque de la tariqa Safaviyya, comunidad sufí de Ardebil, fundada por el místico Safioddín Ardabilí, antepasado directo de Haydar. La madre de Ismaíl era Halima Begum, llamada «la princesa Marta», hija de Uzun Hasan, líder de la confederación tribal turcomana Aq Qoyunlu y de la princesa griega póntica Teodora de Trebisonda, hija, a su vez, de Juan IV Gran Comneno, emperador de Trebisonda. Ismaíl creció bilingüe, hablando persa y turco. Su ascendencia era mixta, teniendo antepasados de varios grupos étnicos como georgiano, griego, kurdo y turcomano.
En 1301, Safi al-Din asumió el liderazgo de la Zahidiyya, una importante orden sufí de Guilán, de su maestro espiritual y suegro Zahid Gilani. La orden fue luego conocida como Safaviyya. Una genealogía afirmó que el jeque Safi (el fundador de la orden y el antepasado de Ismaíl) era un descendiente directo de Ali. Ismaíl también se autoproclamó el Mahdi y una reencarnación de Ali.
El padre de Haydar y abuelo de Ismaíl, el jeque Junayd, transformó a la tariqa Safaviyya (una orden sufí organizada en torno en un santo-asceta) en un movimiento militar activo con una política de conquista y dominación. Junayd fue el primer jeque safavi en abrazar específicamente las enseñanzas islámicas chiíes, y en particular las Ghulāt (exageradas) de los Doce Imanes. Esta tariqa consiguió con su predica revolucionaria (que combinaba chiismo extremista con las antiguas tradiciones turcas) la adhesión de las tribus nómadas turcomanas de Irán y de otras de Anatolia oriental. Junayd fue visto como una encarnación divina por sus seguidores. Gracias a este hecho, creó una fuerza militar llamada Qizilbash (los Cabezas Rojas), compuesta por las tribus turcomanas, leales al jeque Junayd, las que usaban como su distintivo un gorro alargado rojo carmesí (tāj o tark en persa, a veces llamado específicamente «Corona de Haydar» تاج حیدر / Tāj-e Ḥaydar) guarnecido por un turbante de doce vueltas (indicando su adhesión a los Doce Imanes chiíes) y se dejan crecer largos bigotes. Esta fuerza era semiautónoma y estaba comandada por los beys (emires) de dichas tribus.

## Primeros años
En 1488, el jeque safaví Haydar, el padre de Ismaíl, fue asesinado en una batalla en Tabasaran (actual distrito de la República de Daguestán, Rusia) contra las fuerzas del suní Shirvanshah Farrukh Yassar y su jefe supremo, el líder de Aq Qoyunlu Yaqub bin Uzun Hasan (cuñado de Haydar). Aq Qoyunlu era una federación tribal turcomana suní fundada en 1403 por el bey Kara Yülük Osman y que, gracias al séptimo bey Uzun Hasan (un nieto de Kara Yülük Osman), controlaba la mayor parte de Persia occidental y Anatolia oriental. En 1494, el bey de Aq Qoyunlu Rustam bin Maqsud bin Uzun Hasan capturó Ardabil, asesinando al joven jeque Ali Mirza Safaví (primogénito y sucesor de Haydar) y obligando a unos leales emires qizilbash a esconder a Ismaíl, de 7 años, en Guilán, donde recibió educación bajo la guía de eruditos.
Cuando Ismaíl llegó a la edad de 12 años, salió de su escondite y regresó a Azerbaiyán junto con sus seguidores. El ascenso al poder de Ismaíl fue posible gracias a las tribus turcomanas de Azerbaiyán y de Anatolia oriental, que formaron la parte más importante del movimiento qizilbash.

## Reinado

### Conquista de Irán y su entorno
En el verano de 1500, unos 7000 qizilbash, incluidos miembros de las tribus Ustaclu, Shamlu, Rumlu, Takkalu, Dulkadir, Afsár, Qajar y Varsak, respondieron a la invitación de Ismaíl en Erzincan. Las fuerzas qizilbash pasaron sobre el río Kurá en diciembre de 1500 y marcharon hacia el estado de Shirván. Derrotaron las fuerzas del Shirvanshah Farrukh Yassar cerca de Cabani (actual Shamaji, República de Azerbaiyán) o en Gulistán (actual Gülüstan, Goranboy, Alto Karabaj), para posteriormente continuar y conquistar Bakú. El Shirvanshah Farrukh Yassar fue capturado y decapitado tras la batalla por orden de Ismaíl, quien de este modo, vengo la muerte de su padre, ocurrida doce años antes. Por lo tanto, Shirván y sus dependencias (hasta el sur de Daguestán en el norte) eran ahora de Ismaíl. Sin embargo, la dinastía de los Shirvanshah continuó gobernando Shirván bajo la soberanía safávida durante algunos años más, hasta 1538, cuando, durante el reinado del hijo de Ismaíl, Tahmasp I, comenzó a ser gobernada por un gobernador safávida. Después de la conquista, Ismaíl hizo que Alejandro I de Kajetia enviara a su segundo hijo, Demetrio, a Shirván para negociar un acuerdo de paz.
La exitosa conquista de Ismaíl había alarmado al gobernante de Aq Qoyunlu, Alwand bin Yusuf bin Uzun Hasan, que posteriormente avanzó al norte de Tabriz, y cruzó el río Aras para desafiar a las fuerzas qizilbash, y se libró una batalla campal en Sarur en la que el ejército de Ismaíl salió victorioso a pesar de ser superados en número por cuatro a uno. Poco antes de su ataque a Shirván, Ismaíl había hecho que los reyes georgianos Constantino II y Alejandro I de los reinos georgianos de Kartli y Kajetia, respectivamente, atacaran las posesiones otomanas cerca de Tabriz con la promesa de cancelar el tributo que Constantino II estaba obligado a pagar a los Aq Qoyunlu una vez que Tabriz fuera capturado. Después de conquistar finalmente Tabriz y Najicheván, Ismaíl rompió la promesa que le había hecho a Constantino II, y convirtió tanto al reino de Kartli como el de Kajetia en vasallos, aunque con tributos más bajos que los pagados a los otomanos.
En julio de 1501, Ismaíl I fue entronizado como sah («rey») de Azerbaiyán (Azerbaiyán histórico, que comprende tanto la actual República de Azerbaiyán como la actual región del Azerbaiyán iraní), eligiendo a Tabriz como su capital y convirtiéndose en un pretendiente más a gobernar la fragmentada y decadente Persia de los timúridas. Nombró a su antiguo tutor y mentor Husayn Beg Shamlu como vakil (vicegerente) del imperio y comandante en jefe (Amir al-Umara) del ejército qizilbash. Su ejército estaba compuesto de unidades tribales, la mayoría de las cuales eran turcomanos de Anatolia y Siria y el resto eran kurdos y turcos Čaḡatāy. También designó a un ex visir iraní de los Aq Qoyunlu, llamado Mohammad Zakariya Kujuji, como su visir. Después de proclamarse shāhān shāh, Ismaíl proclamó al chiismo duodecimano como la religión oficial y obligatoria de Persia. Impuso a la mayoría de sus súbditos, sin importarle sus diferencias étnicas, este nuevo estándar por la fuerza, disolviendo las tariqas sunitas y ejecutando a cualquiera que se negase a cumplir con el chiismo recientemente implementado. Con esta proclamación se declaraba la resurrección de Persia como estado unificado tras siglos de dominio extranjero (árabe, turco y mongol) o divisiones internas, además de asumir la herencia imperial de los aqueménidas y los sasánidas.
Después de derrotar al ejército de los Aq Qoyunlu en 1502, Ismaíl I tomó el título de shāh-ān-shāh («rey de reyes») de Persia. En el mismo año ganó la posesión de Erzincan y Erzurum, mientras que un año después, en 1503, conquistó Eraq-e Ajam (Irak persa) y Fars; un año después conquistó Mazandaran, Gorgán y Yazd. En 1507, conquistó Diyabakir. Durante el mismo año, Ismaíl nombró al persa Amir Najm al-Din Mas'ud Gilani como su nuevo vakil. Esto se debía a que Ismaíl había comenzado a favorecer a los persas más que a los qizilbash, quienes, aunque habían desempeñado un papel crucial en las campañas de Ismaíl, poseían demasiado poder y ya no se los consideraba confiables.
Un año después, el sah Ismaíl I obligó a los gobernantes de Juzestán, Lorestán y Kurdistán a convertirse en sus vasallos. El mismo año, Ismaíl y Husayn Beg Shamlu tomaron Bagdad y pusieron fin al estado Aq Qoyunlu. Ismaíl luego comenzó a destruir sitios suníes en Bagdad, incluyendo tumbas de califas abasíes y tumbas de los imánes Abu Hanifah y Abdul Qadir Gilani.
Para 1510, había conquistado toda Persia (incluido Shirván), el sur de Daguestán (con su importante ciudad de Derbent), Mesopotamia, Armenia, el Gran Jorasán y Anatolia oriental, y había hecho de los reinos georgianos de Kartli y Kajetia sus vasallos. En el mismo año, Husayn Beg Shamlu perdió su cargo como comandante en jefe a favor de un hombre de origen humilde, Mohammad Beg Ustajlu. Ismaíl también nombró al persa Najm-e Sani (Mir Yar-Ahmad Khuzani Isfahani) como el nuevo vakil del imperio debido a la muerte de Mas'ud Gilani.
Su expansión pronto chocaría en el oeste con el Imperio otomano del débil sultán Bayezid II, y en el este con los uzbekos del jan Muhammad Shaybani, descendiente de Gengis Kan. Ambos regímenes eran sunnitas y por lo tanto una gran amenaza para Ismaíl.

### Guerra contra los uzbekos
El sah Ismaíl se ocupó en primer lugar de los uzbekos. Abu'l-Jayr (descendiente del príncipe mongol Shayban, quinto hijo de Jochi, primogénito de Gengis Kan) es considerado el verdadero fundador del poder uzbeko. En 1428, fue elegido jan de su horda y luego de su ulus. En 1450 el poder del jan Abu'l-Jair había llegado a su cima. Su imperio nómada, el Kanato uzbeko, se extendía por toda la actual estepa kazaja. Entre 1456-57 fue invadido por los oirates, mongoles occidentales de confesión budista. Estos derrotaron al jan Abu'l-Jayr en una gran batalla, por lo que este se vio forzado a retirarse a Signaji y permitir a los calmucos devastar toda la ribera norte del curso medio del Sir Daria. Esta derrota afectó gravemente la autoridad de Abu'l-Jayr. Antes de este suceso, dos janes tribales (también de la casa de Jochi) llamados Qarai y Janibeg habían desertado para unirse al kan chagataida Esen Buqa II. Este les concedió tierras en el Mogolistán, y en los años siguientes un gran número de clanes nómadas antes súbditos de Abu'l-Jayr lo abandonaron para unirse a Qarai y Janibeg. Luego de su separación del kanato uzbeko, estos nómadas se hicieron conocidos como Qazaq (kazajos, «aventureros» o «rebeldes»). Abu'l-Jayr resultó muerto en 1468, en una batalla final contra los kirguises-kazajos, a los que estaba tratando de someter nuevamente. Tres años más tarde el kan chagataida de Mogolistán, Yunus, dispersaría a los últimos uzbekos leales a Abu'l Jayr. 
Treinta años después, Muhammad Shaybani (un nieto de Abu'l-Jayr) consiguió reunir bajo su égida los dispersos clanes uzbekos, situados entre los ríos Sir Daria y Amu Daria, y fue apoderándose uno por uno de los emiratos de los timúridas (descendientes de Tamerlán) de Transoxiana. Para 1500, habiendo tomado Bujará, Qarshi y Samarcanda, Muhammad Shaybani era dueño indiscutido de Transoxiana. Un príncipe timúrida, Babur, emprendió una contraofensiva y regresó triunfante a Qarshi y Samarcanda, produciéndose un retroceso temporal de los uzbekos que, no obstante, no pudieron ser expulsados de Bujará, desde donde Muhammad Shaybani lanzó un contraataque, derrotando a Babur en la reñida Batalla de Sar-i Pul. Reconquistada Transoxiana, Muhammad Shaybani extendió sus posesiones con las conquistas de Balj y de Kunduz, al mismo tiempo que se hacía dueño de Taskent y del Valle de Ferganá. Entre 1505 y 1506 ocupó Jorezm, una de las posesiones del sultán timúrida Husayn Bayqara. Su ataque a Jorezm demostró que estaba dispuesto a enfrentarse a Husayn Bayqarah. Sin embargo este murió en 1506 y sus sucesores fueron demasiado débiles para resistir la acometida uzbeka. Entre tanto Babur, que estaba tratando de crearse un principado en Afganistán (Badajsán, 1503; Kabul, 1504; Kandahar, 1507), intento ayudar en vano a sus parientes. Muhammad Shaybani no encontró, por tanto, resistencia en su avance hacia Herat, la cual tomó junto a sus tesoros. Kabul constituía entonces el último refugio timúrida y, cuando Muhammad Shaybani avanzó por el sur hasta Kandahar, su intención era tomar Kabul e incluso marchar sobre la India. Sin embargo la rapidez de las conquistas uzbekas exigían una pausa para reorganizar el territorio conquistado y las fuerzas armadas.
Los ataques kazajos al norte del Sir Daría eran una amenaza constante para la Transoxiana uzbeka, mientras que en Persia, el surgimiento del sah Ismaíl, complicaba todavía más la situación. La conquista de Herat por el jan Muhammad Shaybani había expuesto a la región de Jorasán a la penetración de los uzbekos, que pronto saquearon Mashhad, Turbat-i Shaykh Jam, Nishapur, Sabzevar e, incluso, Damghán y Kermán. Es comprensible que el sah Ismaíl no pudiera conformarse con la pérdida de Jorasán (ya que la parte occidental de esta región había sido conquistada en 1509 por los qizilbash safavidas, rápidamente desalojados por el empuje uzbeko) y de sus ricas ciudades sin luchar, ni, sin perdida de su prestigio, permitir la entrada del enemigo en su territorio hasta Damghán por el oeste y Kermán por el sur. En 1510, el sah Ismaíl entró en Jorasán y ocupó Mashhad sin resistencia. Durante los siguientes meses Muhammad Shaybani dirigió una rápida y victoriosa campaña contra los kazajos, seguida por otra que acabó en desastre. Es probable que el líder uzbeko se enfrentara contra el sah Ismaíl, al mando de fuerzas agotadas y desmoralizadas. Finalmente, en una batalla cerca de la ciudad de Merv, unos 17 000 qizilbash emboscaron y derrotaron a una fuerza uzbeca que sumaba 28 000 hombres. El jan uzbeko, Muhammad Shaybani, fue atrapado y asesinado tratando de escapar de la batalla, y el sah hizo que su cráneo se convirtiera en una copa enjoyada de piedras preciosas con la que brindó su vencedor y que la piel de su cabeza, rellena de paja, fuera enviada a su aliado, Bayezid II.
Después de su avance sobre Jorasán y de la victoria de Merv, el sah Ismaíl volvió a llevar la frontera de Persia hasta el Amu Daria, al ocupar Herat y Balj. Mientras tanto, su aliado timúrida Babur se apresuró a desplazarse hacia el norte, cruzando el Amu Daria y marchó triunfalmente sobre Qarshi, Samarcanda y Bujará, que fueron evacuadas rápidamente por los desmoralizados uzbekos. En 1511 los habitantes de Samarcanda lo recibieron calurosamente, contentos de ver un descendiente de Tamerlán en la ciudad. Sin embargo su popularidad decreció al encontrarse como protegido de los safávidas, cuyas fuerzas chiitas le habían acompañado cuando entró en Transoxiana, al mismo tiempo que los uzbekos, dirigidos ahora por dos poderosos caudillos, Janibek y Ubaidallah (primo y sobrino, respectivamente, de Muhammad Shaybani), se aprovecharon de esta situación y volvieron al ataque. Ubaidallah avanzó sobre Bujará con unos 3000 hombres y Babur salió a su encuentro desde Samarcanda con una gran fuerza. Los uzbekos se retiraron, perseguidos por Babur, pero en Kul-i Malik Ubaidallah contraatacó y obtuvo una gran victoria en situación de gran inferioridad (1512). Babur gobernó Samarcanda por poco tiempo, luego abandonó la ciudad y huyó a Gissar. Allí pidió ayuda al sah Ismaíl (el cual había regresado, con el grueso de sus fuerzas, a Azerbaiyán debido a la amenaza otomana). En efecto, ayudado por una fuerza persa de 60 000 hombres al mando del vakil del sah Najm-e Sani, Babur reconquistó Qarshi, en la que ordenó llevar a cabo una matanza indiscriminada de uzbekos. Babur y Najm-e Sani decidieron poner sitio al fuerte de Ghajdiva, que ocupaba una pequeña guarnición de uzbekos. Ubaidallah y Janibek reunieron un gran ejército para ir en su auxilio, y en una batalla librada cerca de allí, los uzbekos lograron una victoria decisiva. Najm-e Sani fue capturado y ejecutado por orden de Ubaidallah y Babur huyó a Kabul, para nunca más interesarse por Transoxiana. Sin embargo, catorce años después (1526) tras varios intentos infructuosos, Babur invadió la India y destruyó al Sultanato de Delhi en la decisiva Batalla de Panipat y estableció el Imperio mogol.
Muerto Najm-e Sani, Ismaíl nombrará a Abd al-Baqi Yazdi como el nuevo vakil del imperio.

### Guerra contra los otomanos
El activo reclutamiento de apoyo para la causa safávida entre las tribus turcomanas de Anatolia oriental, entre los miembros de las tribus que nominalmente eran súbditos otomanos, colocó inevitablemente al vecino Imperio otomano y al naciente estado safávida en rumbo de colisión. Según la Encyclopædia Iranica, «como musulmanes ortodoxos o suníes, los otomanos tenían motivos de estar alarmados debido el progreso de las ideas chiíes en los territorios bajo su control, pero también existía un grave peligro político de que el shāh Ismāʽīl, si se le permitía extender aún más su influencia, podría llevar a la transferencia de grandes áreas del Asia Menor otomano a la lealtad persa». A principios de la década de 1510, las políticas de rápida expansión de Ismāʽīl habían hecho que la frontera safaví en Asia Menor cambiara aún más y avanzara al oeste. En 1511, estalló una rebelión generalizada pro-safávida en el sur de Anatolia realizada por la tribu qizilbash Takkalu, conocida como la Revuelta de Shahkulu. Un ejército otomano que fue enviado para sofocar la rebelión fue derrotado. Solamente una campaña a gran escala, dirigida por el gran visir otomano Ali Pasha, fue capaz de matar al líder Shah Kulu y derrotar a su ejército cerca de Bursa, a fines de 1511, acabando de esta manera con esta rebelión. Una incursión a gran escala en Anatolia oriental realizada por los ghazis qizilbash safávidas bajo el mando de Nūr-'Alī Ḵalīfa Rumlu coincidió en 1512 con el acceso al trono otomano del sultán Selim I (el cual depuso a su débil padre Bayezid II y, tras una breve guerra civil, ejecutó a sus dos hermanos), y se convirtió en el casus belli que condujo a la decisión de Selim de invadir el Irán safávida dos años más tarde. Como primer paso, Selim dirigió una violenta campaña contra los partidarios del Ismāʽīl, matando a miles de nómadas y misioneros safávidas, y justificando sus expediciones como una guerra santa contra los herejes que amenazaban corromper el islam. El shāh Ismāʽīl, después de su exitosa campaña en el este contra los uzbekos de Muhammad Shaybani, regresó rápidamente a su tierra natal para preparar la resistencia contra la inminente invasión otomana. Finalmente Selim, tras concentrar en la orilla oriental del Bósforo unos 100 000 hombres (destacándose la infantería jenizara, armada de modernos mosquetes) y 200 cañones, partió de Estambul en marzo de 1514 para su primera campaña iraní. En el trayecto por Anatolia continuo con su despiadada matanza de seguidores safávidas y, al mismo tiempo, consolidando la autoridad otomana en la región. Ismāʽīl, viendo que su ejército no podría enfrentarse al de los otomanos, empleó la táctica de tierra quemada para dejar sin ningún recurso al enemigo, mientras el grueso de las fuerzas safávidas (unos 40 000 hombres, en su gran mayoría qizilbash turcomanos armados de arco y flecha, lanza y sable) se concentraron en Chaldiran. Mientras tanto los jefes qizilbash planeaban cómo enfrentar a los otomanos, Muhammad Jan Ustajlu, que se desempeñaba como gobernador de Diyarbakir, y Nūr-'Alī Ḵalīfa, un comandante que sabía cómo peleaban los otomanos, propusieron que atacaran tan rápido como sea posible. Esta propuesta fue rechazada por el poderoso oficial qizilbash Durmish Jan Shamlu, quien groseramente dijo que Muhammad Jan Ustajlu solo estaba interesado en la provincia que gobernaba. La propuesta también fue rechazada por el mismo Ismāʽīl, quien dijo; No soy un ladrón de caravanas; todo lo que decretó Dios ocurrirá.
Continuando con su estrategia de tierra arrasada, el shāh Ismāʽīl se retiró al Irán central con la idea de atraer a Selim al interior de un país en que ambos ejércitos estarían en situación de igualdad táctica. Entretanto arrasó Azerbaiyán, tomando con él a la mayor parte de la población local y dejando a Selim con la dificultad de conseguir alimentos y suministros para su ejército. La escasez de suministros fue causa de descontento dentro del ejército otomano, particularmente entre los jenízaros. Pero Selim estuvo a la altura de la situación, castigando de forma despiadada con fuerzas leales a los jenízaros, ejecutó a sus jefes y colocó a sus propios hombres en su lugar. De esta manera restableció la disciplina. El objetivo de Selim era Tabriz donde esperaba pasar el invierno antes de ocupar todo el Irán el año siguiente. 
Selim e Ismāʽīl intercambiaron una serie de cartas beligerantes antes del ataque. Las cartas de Selim eran insultantes, sin embargo Ismāʽīl no se vio afectado en ello. Los que si se vieron afectados fueron los jefes qizilbash que presionaron al shāh para que presente combate. Finalmente Ismāʽīl fue convencido y el ejército safávida se trasladó para interceptar a los otomanos antes que penetren en Azerbaiyán. Los dos ejércitos se encontraron frente a frente en Chaldiran el 26 de agosto de 1514. En la batalla de Chaldiran los safávidas fueron derrotados rotundamente por los otomanos. El ejército de Ismāʽīl era más móvil y sus soldados estaban mejor preparados, pero los otomanos (a pesar de que estaban exhaustos y continuaban sufriendo la escasez de avituallamiento y eran presa del descontento) prevalecieron debido en gran parte a su eficiente ejército moderno y la posesión de artillería, pólvora negra y mosquetes. Ismāʽīl fue herido y casi capturado en la batalla. Los safávidas tuvieron 5000 bajas frente a las 2000 otomanas. Entre las bajas safávidas, se destacaron la del noble iraní Abd al-Baqi Yazdi, vakil del imperio, la de los jefes qizilbash Husayn Beg Shamlu, Saru Pira Ustajlu y Mohammad Jan Ustajlu y la del clérigo iraní Sayyed Sharif al-Din Ali Shirazi. Selim ingresó triunfante en la capital safaví, Tabriz, el 5 de septiembre, pero no se detuvo. Un motín entre sus tropas, por temor a un contraataque por parte de nuevas fuerzas safávidas llamadas desde el interior, obligó a los triunfantes otomanos a retirarse prematuramente. Entre el botín de Tabriz estaba la esposa favorita de Ismāʽīl, por cuya liberación el sultán exigió enormes concesiones, que fueron rechazadas. A pesar de su derrota en la batalla de Chaldiran, Ismāʽīl, en la primavera siguiente, recuperó rápidamente la mayor parte de su reino, desde el este del Lago Van hasta el Golfo Pérsico. Sin embargo, los otomanos lograron anexarse por vez primera a Anatolia oriental y partes de Mesopotamia, así como también al noroeste de Irán.
Según un embajador de Venecia: Si los turcos hubieran sido derrotados en la batalla de Chaldiran, el poder de Ismaíl habría sido mayor que el de Tamerlán, ya que con la sola fama de tal victoria se habría convertido en señor absoluto del Oriente.

## Reinado posterior y muerte
Después de Chaldiran, el shāh Ismāʽīl perdió su aire sobrenatural y su aura de invencibilidad, cayendo gradualmente en el consumo excesivo de alcohol. Se dice que luego de esa batalla, Ismāʽīl no volvió a sonreír. Se retiró a su palacio, nunca más participó en una campaña militar y se retiró de la participación activa en los asuntos del estado. Dejó esto a su visir, Mirza Shah Husayn, quien se convirtió en su amigo íntimo y compañero de bebidas. Esto permitió a Mirza Shah Husayn ganar influencia sobre Ismāʽīl y expandir su autoridad. En 1515 Mirza Shah Husayn no pudo evitar que los portugueses tomasen Ormuz. Mirza Shah Husayn fue asesinado en 1523 por un grupo de emires qizilbash, después de lo cual Ismāʽīl nombró al hijo de Zakariya, Jalal al-Din Muhammad Tabrizi, como su nuevo visir. En 1524, las fuerzas safavidas ocuparon Georgia oriental. El shāh Ismāʽīl murió el 23 de mayo de 1524 a la relativamente temprana edad de treinta y seis años. Fue enterrado en Ardabil, y fue sucedido por su hijo de diez años Tahmasp Mirza.
Las consecuencias de la derrota en Chaldiran también fueron psicológicas para Ismāʽīl: sus relaciones con sus seguidores qizilbash fueron fundamentalmente alteradas. Las rivalidades tribales entre los qizilbash, que cesaron temporalmente antes de la derrota en Chaldiran, resurgieron en forma intensa inmediatamente después de la muerte de Ismāʽīl, y condujeron a una guerra civil de diez años (1524-1533) hasta que el shāh Tahmasp I recuperó el control de los asuntos del estado. Los safávidas más tarde perdieron brevemente Balj y Kandahar de manos de los mogoles, y casi pierden Herat en lucha contra los uzbekos. El conflicto entre los safávidas y sus vecinos sunnitas continuó durante más de un siglo.
Durante el reinado de Ismāʽīl, principalmente a fines de la década de 1510, se establecieron los primeros pasos para la alianza Habsburgo-persa, contactándose con Carlos I de España y V del Sacro Imperio Romano-Germánico y con Luis II de Hungría con miras a una alianza contra el enemigo turco-otomano en común.

## Khatā'ī
El Sah Isma'il fue también un prolífico poeta sufí que escribió bajo el seudónimo Khatā'ī, que se traduce como pecador o color negro. Escribió en idioma turco, y utilizó el estilo llamado Diván para sus cerca de 400 gazales y 100 casidas y una colección de rubais (cuartetos) que siguen siendo populares. Lo que sobrevive de su producción poética en persa es mucho menos importante: solo cuatro bayt (pareados) y un mukamma, una poesía escrita en quintetos. La mayoría de los poemas son de amor, aunque también los de propaganda sobre la doctrina y la política safávida. 
También escribió Nasihatnāme, un libro de consejos, y Dahnāme, una obra inacabada que ensalza las virtudes del amor. 
Junto con el poeta Nesîmî, Khatā'ī está considerado como uno de los primeros en utilizar un lenguaje sencillo azerí en la poesía, para llegar a una audiencia más amplia. Su obra es popular en Irán y entre los bektashis de Turquía, y se le atribuyen muchas poesías aleví y bektashi. El mayor impacto de su propaganda religiosa, a la larga, fue la conversión al Chiismo de muchos habitantes de Irán y Turquía.

## Familia

### Esposas
- Behruza Khanum (¿?-¿?), hija de Shirvanshah Khalilullah II;
- Tajlu Khanum (1490-1540), también conocida por su título de Shah-Begi Khanum, era una princesa turcomana de la tribu Mawsillu. Era una nieta del gobernante Aq Qoyunlu Yaqub bin Uzun Hasan. Fue madre de Tahmasp Mirza y de  Bahram Mirza.
- Behruzeh Khanum (¿?-¿?), concubina esclava, se convirtió en la favorita del sha, quien la convirtió en su tercera esposa. Fue capturada después de la batalla de Chaldiran y llevada a Constantinopla, donde finalmente se casó con un juez.

### Hijos
- Sultan Tahmasp Mirza (22 de febrero de 1514 - 14 de mayo de 1576, sucesor de su padre con el nombre de Tahmasp I;
- 'Abul Ghazi Sultán Alqas Mirza (15 de marzo de 1515 - 9 de abril de 1550), gobernador de Astrabad (1532/33-1538), Shirvan (1538-1547) y Derbent (1546-1547). Se rebeló contra su hermano Tahmasp con ayuda otomana. Fue capturado y encarcelado en la fortaleza de Qahqahan. Allí fue ejecutado por órdenes de Tahmasp. Casado con Khadija Sultan Khanum, tuvo dos hijos:
  - Sultan Ahmad Mirza (ejecutado por órdenes de Tahmasp en 1568);
  - Sultan Farrukh Mirza (ejecutado por órdenes de Tahmasp en 1568);
- Sultán Rustam Mirza (13 de septiembre de 1517 - ¿?);
- 'Abu'l-Nasr Sultán Sam Mirza (28 de agosto de 1518 - diciembre de 1567), gobernador general de Jorasán (1521-1529) y (1532-1534), y de Ardabil 1549-1571. Se rebeló contra su hermano Tahmasp, capturado y encarcelado en la fortaleza de Qahqahan. Allí fue ejecutado por órdenes de Tahmasp. Tuvo dos hijos y una hija. Su hija estaba casada con el príncipe 'Isa Jan Gorji (murió en 1583) gobernador de Shaki y tercer hijo del rey georgiano León de Kajetia;
- 'Abu'l Fat'h Sultan Mu'izz al-Din Bahram Mirza (7 de septiembre de 1518 - 16 de septiembre de 1550), gobernador de Jorasán (1529-1532), Gilan (1536-1537) y Hamadan (1546-1549). Casado con Zainab Sultan Khanum, tuvo con ella cuatro hijos y una hija:
  - Sultán Hassan Mirza murió en su juventud,
  - Sultan Husayn Mirza (muerto en 1567),
  - 'Abu'l Fat'h Sultan,
  - Ibrahim Mirza (1541-1577), asesinado por órdenes de su primo Ismāʽīl II,
  - Sultán Badi uz-Zaman Mirza (asesinado por órdenes de su primo Ismāʽīl II en 1577);
- Sultan Husayn Mirza (11 de diciembre de 1520 - ¿?)

### Hijas
- Princesa Shahnavaz Begum, casada el 14 de mayo de 1513 con el príncipe (Şehzade) Murat Effendi, hijo mayor del príncipe Ahmet, Príncipe Heredero del Imperio Otomano e hijo de Bayezid II;
- Princesa Gunish Khanum (26 de febrero de 1507 - 2 de marzo de 1533), casada (primero) en Hamadan, el 24 de agosto de 1518, con Sultán Mozaffar Amir-i-Dibaj (ases. en Tabriz el 23 de septiembre de 1536), gobernador de Rasht y Fooman (1516-1535), hijo de Amir Hisam od-din Amir-i-Dibaj;
- Princesa Pari Khan Khanum (que no debe confundirse con la hija de Tahmasp, Pari Khan Khanum) casada el 4 de octubre de 1521 con el Shirvanshah Jalil II Gobernador de Shirvan (1523-1536), hijo del Shirvanshah Ibrahim II;
- Princesa Khair un-nisa Khanish Khanum (¿? - 12 de marzo de 1564), casada en 1537 con Seyyed Nur od-din Nimatu'llah Baqi Yazdi (ases. 21 de julio de 1564), hijo de Mir Nezam od-din 'Abdu'l Baqi Yazdi;
- Princesa Shah Zainab Khanum (1519 - ¿?);
- Princesa Farangis Khanum (1519);
- Princesa Mahin Banu Khanum (1519 - 20 de enero de 1562).